# Rhynchostegiella japonica
Rhynchostegiella japonica är en bladmossart som beskrevs av Hugh Neville Dixon och Thériot 1932. Rhynchostegiella japonica ingår i släktet nålmossor, och familjen Brachytheciaceae. Inga underarter finns listade i Catalogue of Life.